# Josep Maria Ullod
Josep Maria Ullod   (Barcelona, 7 d'agost de 1944 - Badalona, 1 de gener de 2019) va ser un actor de doblatge català.
Va entrar al món del doblatge de la mà de Ricard Solans i Mercè Sampietro, i va començar com a ajudant d'Arseni Corsellas. Els seus primers papers van ser com doblador de Brian Dennehy a Acorralat i com a Alec Guinness a La guerra de les galàxies en el paper d'Obi-Wan Kenobi. Va anar evolucionant fins a ser el doblador habitual d'actors com Gene Hackman (per exemple, a Poder absolut) Paul Sorvino, Philip Bosco i Brian Dennehy. En català va doblar també Ben Gazzara, Arthur Kennedy, Anthony Quinn, Christopher Lee i Sean Connery, per exemple a Indiana Jones i l'última croada en el paper del professor Henry Jones. Probablement, la seva intervenció més destacada és el doblatge de Raymond Burr, protagonista de les sèries Perry Mason i Ironside. També va ser director de doblatge en sèries com Veïns, Dancing Days i Ranma ½. Com a actor va participar en les sèries de televisió Sitges o Estació d'enllaç, entre d'altres.
Vinculat a Alella, fou el fundador i primer president del Club de Bàsquet Alella, entre 1985 i 2006. La cònjuge Lourdes López i els fills Mark, Marta i Lara Ullod també s'han dedicat al doblatge.